# Venedli
Venedli est un village de la région de Zangilan en Azerbaïdjan.

## Histoire
En 1993-2020, Venedli était sous le contrôle des forces armées arméniennes. Le 23 octobre  2020, le village de Venedli a été restitué sous le contrôle de l'Azerbaïdjan.